# ホッキ・サントス・デ・ジェズス・ジュニオール
ホッキ・ジュニオール (Roque Júnior) ことホッキ・サントス・デ・ジェズス・ジュニオール（Roque Santos de Jesus Júnior、2002年1月15日 - ）は、ブラジルのサッカー選手。Jリーグ・藤枝MYFC所属。ポジションはディフェンダー（センターバック）。

## 経歴
2025年1月10日、J2リーグの藤枝MYFCに同年2月から12月までの期限付き移籍で加入することが発表された。

## 所属クラブ
- 2012年 - 2017年  ECヴィトーリア
- 2017年 - 2019年  レッドブル・ブラジル
- 2021年4月 - 2022年4月  ECジャクイペンセ
- 2022年4月 - 8月  アソシアソン・バンカリオス・ダ・バイーア（ポルトガル語版）
- 2022年8月 - 12月  レイションイスSC
- 2023年 - 2024年4月  ADコンフィアンサ
- 2024年4月 - 7月  イタブーナEC
- 2024年7月 - 10月  ECヴィトーリア
- 2024年10月 -  ADインテル・デ・ミナス（ポルトガル語版）
  - 2025年2月 - 12月  藤枝MYFC（期限付き移籍）

## 個人成績
2025年1月10日現在
| 国内大会個人成績 | 国内大会個人成績 | 国内大会個人成績 | 国内大会個人成績 | 国内大会個人成績 | 国内大会個人成績 | 国内大会個人成績 | 国内大会個人成績 | 国内大会個人成績 | 国内大会個人成績 | 国内大会個人成績 | 国内大会個人成績 |
| 年度             | クラブ           | 背番号           | リーグ           | リーグ戦         | リーグ戦         | リーグ杯         | リーグ杯         | オープン杯       | オープン杯       | 期間通算         | 期間通算         |
| 年度             | クラブ           | 背番号           | リーグ           | 出場             | 得点             | 出場             | 得点             | 出場             | 得点             | 出場             | 得点             |
| 日本             | 日本             | 日本             | 日本             | リーグ戦         | リーグ戦         | リーグ杯         | リーグ杯         | 天皇杯           | 天皇杯           | 期間通算         | 期間通算         |
| ---------------- | ---------------- | ---------------- | ---------------- | ---------------- | ---------------- | ---------------- | ---------------- | ---------------- | ---------------- | ---------------- | ---------------- |
| 2025             | 藤枝             | 44               | J2               | 0                | 0                | 0                | 0                | 0                | 0                | 0                | 0                |
| 通算             | 日本             | 日本             | J2               | 0                | 0                | 0                | 0                | 0                | 0                | 0                | 0                |
| 総通算           | 総通算           | 総通算           | 総通算           | 0                | 0                | 0                | 0                | 0                | 0                | 0                | 0                |